# Kiegészítő gének
A kiegészítő gének, más néven komplementer gének a többgénes öröklődés egy példája; a komplementer génhatás a genetikában a különböző gének alléljai közötti kölcsönhatások egyik fajtája. Lényege, hogy a gének domináns alléljai csak akkor tudják kifejteni hatásukat, ha mindkét génből jelen van a domináns allél. Ha valamelyik hiányzik, akkor a domináns allélok által meghatározott tulajdonság nem tud kialakulni, így a recesszív allélok határozzák meg a fenotípust akkor is, ha valamelyik, de nem mindegyik domináns allél jelen van. Dihibrid hasadási aránya 9:7 (9:(3+3+1)). 
Oka gyakran az, hogy a végeredményhez mindegyik terméknek szintetizálódnia kell. A gének által kódolt enzimek egy folyamat köztes lépéseit végzik el. Ha valamelyik enzim nem működik, akkor a végtermék nem fog termelődni. Így szintetizálódik például az antocián, ami meghatározza a szagos bükköny virágjának színét. Ha mindkét domináns allél jelen van, akkor a virág színe bíbor, különben fehér.
Ember esetén ismert tankönyvi példa az örökletes siketség, aminek több száz génje áll kiegészítő kapcsolatban. Így születhet két örökletesen siket szülőnek halló gyermeke. További példák az anyagcsere bizonyos rendellenességei. Ha a két szülőtől örökölt gének közül az egyik jó, a másik rossz, akkor a gének kompenzálják egymás hatását, mert a biokémiai lánc máshol szakad meg.